# BeReal
BeReal é um aplicativo de mídia social francês lançado em 2020. Foi desenvolvido por Alexis Barreyat e ganhou popularidade com a Geração Z no início de 2022.

## História
O aplicativo foi desenvolvido por Alexis Barreyat, um ex-funcionário da GoPro, e ganhou popularidade com a Geração Z no início de 2022. Ele se espalhou amplamente primeiro nos campi universitários, em parte devido a um embaixador pago pelo programa. Em abril, ele havia sido baixado mais de 6,8 milhões de vezes, com a maioria dos downloads atingindo o pico em 2022. BeReal recebeu uma rodada de financiamento de US$ 30 milhões de Andreessen Horowitz. Em julho de 2022, o aplicativo tinha mais de 20 milhões de instalações globais estimadas e a empresa foi avaliada em US$ 600 milhões.

## Características
Uma vez por dia, o BeReal notifica todos os usuários eles sobre um período de dois minutos para postar uma foto está aberto e pede aos usuários que criem uma postagem que, usando fotos simultâneas obrigatórias das câmeras frontal e traseira, forneça uma representação visual do que eles estão fazendo naquele momento. O período dado varia de dia para dia. Se um usuário postar sua imagem diária depois do período de dois minutos, outros usuários serão notificados do fato. Assim como o atraso da postagem (se houver), outros usuários também podem ver quantas tentativas o usuário fez para tirar as fotos, bem como sua localização quando as fotos foram tiradas. Os usuários não podem postar mais de uma foto por dia. Os usuários também podem reagir às postagens de outros usuários com "RealMojis", emojis tirados com a câmera frontal. Por causa de seu ciclo diário de engajamento, foi comparado ao Wordle, que ganhou popularidade no início de 2022.
O BeReal foi descrito como projetado para competir com o Instagram, ao mesmo tempo em que enfatiza o vício e o uso excessivo de mídia social. O aplicativo não permite filtros de fotos ou outras edições, e não possui publicidade ou contagem de seguidores. O material de marketing da empresa alertou que o aplicativo "pode ser viciante", mas também afirmou que "BeReal não o tornará famoso".

## Recepção
Jason Koebler, escritor da Vice, escreveu que, em contraste com o Instagram, que apresenta uma visão inatingível da vida das pessoas, o BeReal "faz com que todos pareçam extremamente chatos". Niklas Myhr, professor de mídia social da Universidade Chapman, argumentou que a profundidade do engajamento pode determinar se o aplicativo é uma tendência passageira ou tem "poder de permanência". Kelsey Weekman, repórter do BuzzFeed News, observou que a relutância do aplicativo em "glamourizar a banalidade da vida" o fez parecer "humilhante", apesar de sua ênfase na autenticidade.